# Плоская (Житомирская область)
Пло́ская (укр. Плоска) — село на Украине, основано в 1611 году, находится в Ружинском районе Житомирской области. Расположено на реке Раставице.
Код КОАТУУ — 1825285301. Население по переписи 2001 года составляет 562 человека. Почтовый индекс — 13632. Телефонный код — 4138. Занимает площадь 1,693 км².

## Адрес местного совета
13631, Житомирская область, Ружинский р-н, с.Плоская, ул.Центральная, 38, тел. 9-12-31.